# Trackhouse Racing
La Trackhouse Racing è una scuderia automobilistica e motociclistica statunitense, che gareggia nella NASCAR Cup Series e nella MotoGP, con sede a Concord in Carolina del Nord.

## Nascar

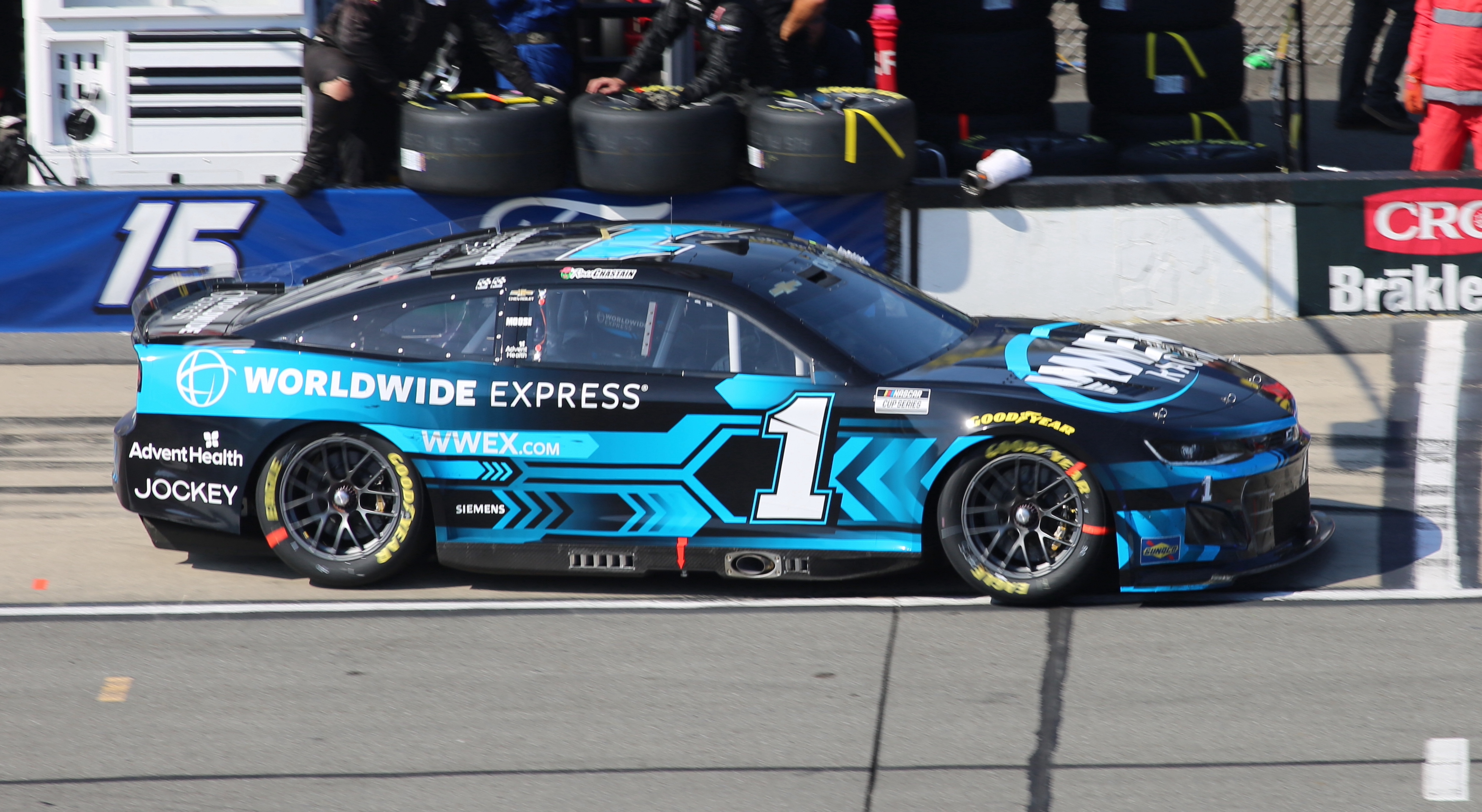
Una vettura del team, guidata da Ross Chastain, al Pocono Raceway.

Dopo che il team Leavine Family Racing annunciò la vendita delle sue attività nell'estate 2020, l'ex pilota della NASCAR Cup Series ed ex proprietario del team World of Outlaws Pro Series East Justin Marks ha fatto un'offerta. LFR alla fine vendette le proprie attività a Spire Motorsports. Il 14 agosto, Marks confermò la creazione della sua squadra, denominata Trackhouse, e rivelò che l'ex dirigente della Dale Earnhardt Incorporated, Ty Norris, era stato assunto per aiutare a gestire la squadra. A quel tempo, Marks non aveva ancora trovato un accordo con produttori o squadre, ma aveva già dei potenziali sponsor, Inoltre non aveva ancora acquistato alcuna attrezzatura. Il 15 gennaio 2021, è stato annunciato che Armando Christian Pérez, meglio conosciuto con il nome d'arte Pitbull, aveva assunto un ruolo di proprietà nella squadra. Il 30 maggio, l'oratore motivazionale e filantropo Tony Robbins ha deciso di investire nella squadra. La scuderia schiera nella NASCAR due Chevrolet Camaro ZL1 con alla guida Ross Chastain e Daniel Suárez.

## Motociclismo
Al termine della stagione 2023 il team RNF Racing, attivo da anni in diverse categorie del Motomondiale, viene escluso dal campionato. L'uscita di scena della compagine malese lascia Aprilia senza la propria squadra satellite. Il suo posto, sulla griglia di partenza dalla stagione 2024, viene preso da Trackhouse che subentra come squadra cliente Aprilia. L'8 febbraio 2024 viene ingaggiato Davide Brivio come team principal e l'ex-pilota Wilco Zeelenberg nel ruolo di manager, la squadra inoltre eredita la coppia di piloti di RNF: Raúl Fernández e Miguel Oliveira.
La prima annata, necessariamente di ambientamento alla categoria, vive una situazione di alti e bassi, sebbene quantomeno nella gara lunga la zona punti sia ampiamente alla portata di entrambi i piloti. Dopo aver conquistato un podio nella Sprint Race del Gran premio di Germania, Oliveira subisce un infortunio che gli impedisce di disputare cinque Gran Premi, venendo sostituito in questo frangente dal collaudatore Aprilia Lorenzo Savadori (che non ottiene punti). Il campionato termina con il nono posto nella classifica a squadre.

## Risultati del team in MotoGP
Il punteggio finale è dato dalla somma dei punti ottenuti da piloti titolari e sostitutivi e il risultato finale si riferisce al team e non al costruttore.
| Anno | Moto          | Gomme | Piloti           |     |     |     |    |     |    |    |    |    |     |     |      |    |    |     |     |     |     |     |    |  |  | Punti | Pos. |
| ---- | ------------- | ----- | ---------------- | --- | --- | --- | -- | --- | -- | -- | -- | -- | --- | --- | ---- | -- | -- | --- | --- | --- | --- | --- | -- |  |  | ----- | ---- |
| 2024 | Aprilia RS-GP | M     | Miguel Oliveira  | 15  | 9   | 11  | 8  | Rit | 10 | 14 | 15 | 62 | Rit | 12  | Rit5 | 11 | 10 | Inf | Inf | Inf | Inf | Inf | 12 |  |  | 141   | 9º   |
| 2024 | Aprilia RS-GP | M     | Lorenzo Savadori |     |     |     |    |     |    |    |    |    |     |     |      |    |    |     | Rit | Rit | Rit | 18  |    |  |  | 141   | 9º   |
| 2024 | Aprilia RS-GP | M     | Raúl Fernández   | Rit | Rit | 109 | 11 | 119 | 6  | 12 | 9  | 10 | Rit | Rit | 16   | 18 | 13 | 10  | 15  | 106 | Rit | 16  | 18 |  |  | 141   | 9º   |

| Anno | Moto          | Gomme | Piloti         |     |    |    |     |    |    |    |     |    |     |     |    |    |  |  |  |  |  |  |  |  |  | Punti | Pos. |
| ---- | ------------- | ----- | -------------- | --- | -- | -- | --- | -- | -- | -- | --- | -- | --- | --- | -- | -- |  |  |  |  |  |  |  |  |  | ----- | ---- |
| 2025 | Aprilia RS-GP | M     | Raúl Fernández | Rit | 15 | 12 | 17  | 15 | 7  | 12 | 10  | 78 | 8   | 9   | 56 | 9  |  |  |  |  |  |  |  |  |  | 126   |      |
| 2025 | Aprilia RS-GP | M     | Ai Ogura       | 54  | SQ | 9  | 157 | 8  | 10 | NP | Inf | 10 | Rit | Rit | 14 | 14 |  |  |  |  |  |  |  |  |  | 126   |      |

| Legenda | 1º posto        | 2º posto            | 3º posto            | A punti      | Senza punti        | Grassetto – Pole position Corsivo – Giro più veloce |
| Legenda | Gara non valida | Non qual./Non part. | Ritirato/Non class. | Squalificato | '-' Dato non disp. | Grassetto – Pole position Corsivo – Giro più veloce |